# Cor Kint (componist)

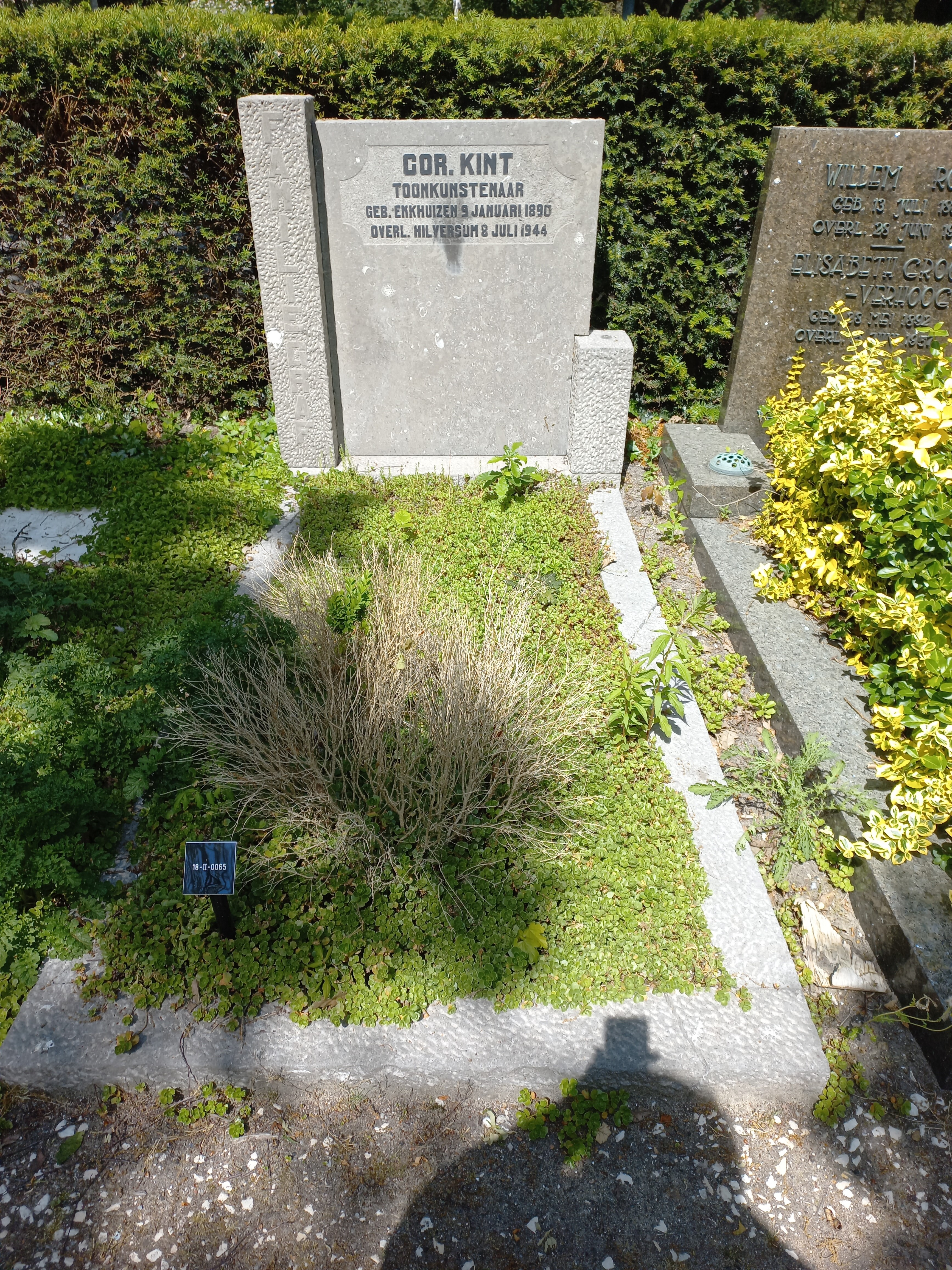
Graf Cor Kint (mei 2023)

Cornelis (Cor) Kint (Enkhuizen, 9 januari 1890 - Hilversum, 8 juli 1944) was een Nederlandse componist, muziekpedagoog en altviolist.

## Levensloop
Van 1906 tot 1940 woonde hij in Amsterdam, alwaar hij zijn muziekopleiding kreeg aan het Conservatorium van Amsterdam in de traditie van Felix Togni. Van 1909 tot 1915 speelde hij altviool in het Concertgebouworkest. Hij maakte van 1911 tot 1922 ook deel uit van het Hollandsch Strijkkwartet (Herman Leijdensdorff, Bram Mendes en Thomas Canivez, in 1910 begonnen als Concertgebouw-kwartet, dat hij mede opgericht had. Hij was van 1923 tot zijn dood als leraar viool, altviool en viola d'amore aan het genoemd conservatorium verbonden. Één van zijn leerlingen was Gerard Boedijn. Na 1930 gaf hij bij Paul Günther in Leipzig tientallen 18e-eeuwse composities voor viola d'amore uit, op welk gebied hij eind dertiger jaren een internationaal erkende autoriteit was geworden. Ondertussen bleef hij als solist optreden, in later jaren vooral met de "Liebesgeige". Hij was ook betrokken bij het net opgerichte symfonieorkest van de KRO en de latere fusieorkesten bij de Nederlandse Radio Unie "Omroep Symphonie-orkest". Kint soleerde vier concerten met het Concertgebouworkest met werken van Hans Sitt (Concertstuk opus 46 onder leiding van Cornelis Dopper), Jenö Hubay (Altvioolconcert onder leiding van Evert Cornelis) en zijn eigen Concertstuk opus 5 onder leiding van Dopper. Dat laatste was het enige werk dat het orkest van hem uitvoerde.
Kint schreef o.a. twee strijkkwartetten, een blaaskwintet, werken voor viool (ook educatieve werken), een achttal werken voor orgel (Grande Sonate, Fuga over B-A-C-H), Quatre Pièces en Suite voor harmonium, liederen, een zangspel, orkestwerken, een concertstuk voor altviool dat hij in 1913 met het Concertgebouworkest uitvoerde, de Hymne voor viool en orkest (verschenen in 2008 bij Boeijenga), concertstukken voor viola d'amore. Zijn muziek is tijdens zijn leven voor minder dan de helft in druk verschenen. Ook bewerkte hij oudere stukken voor dat muziekinstrumenten voor een uitvoering in de moderne tijd.
Maar gedrukte orgelstukken als de Fantasie over Een vaste Burg (waarvan sinds 1990 1 plaat en 3 cd's uitgebracht zijn) en Prélude pastoral hebben altijd repertoire gehouden, ondanks de beperkte oplagen. Vandaar dat uitgeverij Boeijenga te Veenhuizen de manuscript gebleven orgelwerken en duo's voor viool en orgel/harmonium in druk liet verschijnen, en de indertijd gedrukte orgel- en harmoniumwerken in herziene editie uitgaf. Een van zijn laatste werken was een Kerstcantate, uitgevoerd in december 1943.
Kints muziek moest het hebben van een inventieve vormgeving en "prachtige harmonieën", aluds oudere kenners zijn muziek karakteriseerden.

## Familie
Hij was zoon van kantoorbediende Pieter Kint en Magdalena Roosendaal. Hij is in 1921 getrouwd met de Friezin Jansje Couperus, zuster van bariton Otto Couperus. Ondanks de oorlogsomstandigheden was zijn overlijden landelijk nieuws. Cor Kint werd begraven op Zorgvlied, bij zijn begrafenis werd zijn Prelude pastorale (opus 33) en Marche funêbre (opus 30) uitgevoerd.
- Gemeinsame Normdatei: 134861957
- International Standard Name Identifier: 0000 0003 9735 7200
- Library of Congress Control Number: n95033929
- MusicBrainz: 386ae4e8-1691-4dd0-879d-94beb2db5fde
- Nederlandse Thesaurus van Auteursnamen: 153662573
- Système universitaire de documentation: 243874472
- Virtual International Authority File: 10273687
- WorldCat: E39PBJgxr3wB4JDXYvrV4htYfq